# Georgie Kelly
Pour les articles homonymes, voir Kelly.
Georgie Kelly, né le 12 novembre 1996 à Donegal en Irlande est un footballeur irlandais. Il est le meilleur buteur du championnat en 2021 et élu la même année meilleur joueur du championnat avec le Bohemian Football Club.

## Carrière
George Kelly signe son premier contrat professionnel au Derry City Football Club. Il n'y fait qu'un court passage en ne jouant que trois bouts de matchs. Il signe ensuite à UCD où il suit de front cursus universitaire et contrat dans le club de football. En 2017 il remporte le titre de meilleur buteur de First Division, la deuxième division du championnat irlandais. Il marque alors 17 buts en 28 rencontres de championnat. La saison suivante il se fait encore remarquer en terminant à la deuxième place de ce même classement avec 14 buts, participant ainsi grandement au titre de champion et donc à la montée de UCD en première division.
Ces deux années en tête du classement de meilleur buteur le mettent en évidence et les grands clubs irlandais s'intéressent à cet espoir. C'est le champion en titre, le Dundalk Football Club qui le recrute.
Georgie Kelly passe trois saison à Dundalk. Il remporte deux titres de champion d'Irlande, en 2018 puis en 2019 mais sans jamais vraiment s'imposer comme titulaire. Le front de l'attaque de Dundalk est alors occupé par l'indéboulonnable Patrick Hoban. Lors de la troisième saison, il se fait prêter au St. Patrick's Athletic Football Club pour avoir un peu de temps de jeu.
Lors de l'intersaison 2020-2021, Georgie Kelly est transféré à un autre club dublinois, le Bohemian Football Club. C'est là qu'il éclate littéralement au grand jour en remportant le classement du meilleur buteur du championnat avec 21 buts en 36 matchs. Le 18 juin 2021 il marque un quadruplé lors de la rencontre contre Drogheda United et ce quelques jours après avoir signé un triplé contre son ancien club, Dundalk. Kelly participe à la belle campagne européenne des Bohs lors de l'été 2021 : il marque deux doublés, le premier au premier tour contre les Islandais de Ungmennafélagið Stjarnan le second au tour suivant contre les Luxembourgeois de  F91 Dudelange.
Au terme de la saison il est élu Footballeur irlandais de l'année par l'association des joueurs professionnels d'Irlande.

## Éléments statistiques
| Saison                | Club                             | Championnat           | Championnat | Championnat | Coupe(s) nationale(s) | Coupe(s) nationale(s) | Compétition(s) continentale(s) | Compétition(s) continentale(s) | Compétition(s) continentale(s) | Total | Total |
| Saison                | Club                             | Division              | M.          | B.          | M.                    | B.                    | Comp.                          | M.                             | B.                             | M.    | B.    |
| 2015                  | Derry City FC                    | Premier Division      | 3           | 0           | 1                     | 0                     | -                              | -                              | -                              | 4     | 0     |
| 2016                  | UCD                              | First Division        | 25          | 6           | 5                     | 1                     | -                              | -                              | -                              | 30    | 7     |
| 2017                  | UCD                              | First Division        | 26          | 17          | 4                     | 0                     | -                              | -                              | -                              | 30    | 17    |
| 2018                  | UCD                              | First Division        | 17          | 14          | 1                     | 0                     | -                              | -                              | -                              | 18    | 14    |
| 2018                  | Dundalk FC                       | Premier Division      | 7           | 0           | 5                     | 2                     | -                              | -                              | -                              | 12    | 2     |
| 2019                  | Dundalk FC                       | Premier Division      | 27          | 8           | 13                    | 6                     | -                              | 3                              | 0                              | 43    | 14    |
| 2020                  | Dundalk FC                       | Premier Division      | 2           | 0           | -                     | -                     | -                              | -                              | -                              | 2     | 0     |
| 2020                  | St. Patrick's Athletic FC (prêt) | Premier Division      | 12          | 3           | -                     | -                     | -                              | -                              | -                              | 12    | 3     |
| 2021                  | Bohemian FC                      | Premier Division      | 31          | 21          | 3                     | 1                     | -                              | 6                              | 4                              | 40    | 26    |
| 2021-2022             | Rotherham United FC              | League One            | 1           | 1           | 0                     | 0                     | -                              | 0                              | 0                              | 1     | 1     |
| 2022-2023             | Rotherham United FC              | Championship          | 29          | 4           | 2                     | 0                     | -                              | 0                              | 0                              | 31    | 4     |
| 2023-2024             | Rotherham United FC              | Championship          | 14          | 1           | 1                     | 0                     | -                              | 0                              | 0                              | 15    | 1     |
| Total sur la carrière | Total sur la carrière            | Total sur la carrière | 168         | 73          | 32                    | 10                    | -                              | 9                              | 4                              | 209   | 87    |

## Palmarès
avec Dundalk
- Championnat d'Irlande
  - Champion en 2018 et 2019.
- Coupe d'Irlande
  - Vainqueur en 2018
- Coupe de la Ligue d'Irlande
  - Vainqueur en 2019

Récompenses individuelles
- Meilleur joueur du championnat d'Irlande en 2021
- Meilleur buteur du championnat d'Irlande
  - en 2021 avec 21 buts
  - en 2017 (First Division) avec 17 buts